# Kommittén angående bostadssociala minimifordringar
Kommittén angående bostadssociala minimifordringar var den första statliga utredningen om bostadsplanering avseende smålägenheter i Sverige, och innebar början på principen om normering av bostäder. Kommittén tillsattes av regeringen 1919 som en följd av Bostadskommissionen, med kommissionens tongivande ledamot och sedermera borgarrådet Yngve Larsson som ordförande. Syftet var att få fram de lägsta krav som skulle ställas på smålägenheter byggda med statliga lån och subventioner.
Kommittén redovisades 1921 med betänkandet Praktiska och hygieniska bostäder. Betänkandet blev något av en praktisk handbok. Den rekommenderade sammanlagda lägenhetsytan för en minimal familjelägenhet var 40-45 m². Eftersom man tvingades räkna med mycket små lägenheter betonade utredningen yteffektivitet, den yttre miljön och samverkan mellan husen, och begränsning av exploateringstal och antal familjer i varje trapphus. Idealet var, i motsats till tidigare hyreskaserner, trevåningshus med två genomgående lägenheter per våningsplan och stor obebyggd gård, ibland kallade storgårdskvarter. Under 1930-talet återfanns liknande ideal i de funktionalistiska smalhusen.
Betänkandet kompletterades med ett par utredningar, däribland en om byggnadsplaner för bostadsområden av arkitekten och sedermera stadsträdgårdsmästaren i Stockholm Osvald Almqvist, som bland annat hade ritat Bergslagsbyn vid Domnarvet. Övriga kommittéledamöter var Gösta Göthlin, Agnes Ingelman och Sigurd Westholm.

## Betänkande
- Sakkunnige för utredning av frågan om bostadssociala minimifordringar å med allmänt understöd tillkommande smålägenheter; Yngve Larsson (1921). Praktiska och hygieniska bostäder: betänkande och förslag. Stockholm. Libris 893471. ISBN 9909200619